# Spigelia novogranatensis
Spigelia novogranatensis är en tvåhjärtbladig växtart som beskrevs av Francisco Javier Fernández Casas. Spigelia novogranatensis ingår i släktet Spigelia och familjen Loganiaceae. Inga underarter finns listade i Catalogue of Life.